# Čečehov
Čečehov je obec na Slovensku v okrese Michalovce, která leží v severní části Východoslovenské nížiny na východním nánosovém valu řeky Laborec v nadmořské výšce okolo 106 m. 

K 31. 12. 2004 zde žilo 341 obyvatel.

## Dějiny
Obec založili osadníci kolem roku 1400. První písemný doklad o ní pochází z roku 1410. Feudálními pány Čečehova byli šlechtici z Michalovců. V roce 1427 hospodařilo v Čečehově asi 12 poddanských domácností. Díky rozvoji obce tu roku 1599 bylo již 28 poddanských domů. Později došlo k poklesu počtu obyvatel, takže zde v roce 1715 hospodařily jen 4 poddanské domácnosti. Roku 1828 bylo v obci napočítáno 68 domů a 584 obyvatel.

## Památky
Z pamětihodností stojí za zmínku kostel Panny Marie růžencové a Kristova socha.

## Hospodářství a infrastruktura
Zemědělskou půdu obhospodařuje soukromá firma se sídlem v Čečehově. Pěstuje se tu pšenice, kukuřice, ječmen a další plodiny.
V obci je poštovní úřad a prodejna potravin.

### Doprava
Dopravu zabezpečují autobusy SAD. 

Nejbližší železniční stanice je v 10 km vzdálených Michalovcích.

## Další zajímavosti
V obci působí Tělovýchovná jednota a Svaz zdravotně postižených.